# 社会文化人类学
社会文化人类学（Social and Cultural Anthropology；Kultur- und Sozialanthropologie）是用来统称社會人類學和文化人类学的一个词，区别于体质人类学，是人类学的四大分支之一。社会文化人类学家专注于对社会和文化的研究，同时往往对文化多样性和普遍主义感兴趣。
社会文化人类学家认识到该领域的性质发生了变化，并且作为先前对传统部落观点的集中化已经转变为当代理解。方法论相应地发生了变化，并且该学科继续随着社会的发展而发展。全球化促成了国家对个人及其互动的影响不断变化。